# M8 (Übungsmine)
Die M8 und M8A1 (engl.: M8 Practice) sind US-amerikanische Übungsminen zur Simulation der Antipersonenmine M2. Die M8 ist nicht inert, sondern enthält geringe Mengen Sprengstoff, für Zündung und Ausstoß der Übungsmunition, die aber i. d. R. nicht tödlich sind.

## Funktion
Die M8 wird primär genutzt, um eigene Truppen in Umgang, Verlegung, Aufklärung und Entschärfung der Mine M2 auszubilden, ohne sie durch tödliche Ladungen zu gefährden. Um die Gefährdung für Personen noch weiter zu senken, wurde aus der M8 die M8A1 entwickelt, die kein Geschoss mehr enthält, sondern bei Auslösung nur gelben Rauch ausstößt. Die M8A1 wird auch im realen Einsatz genutzt, um feindliche Bewegungen zu erkennen, indem der Feind die Mine auslöst und durch den gelben Rauch seine Position verrät. Hier wird die M8A1 verwendet, wenn in dem Operationsgebiet z. B. auch mit Kindern, Zivilisten u. Ä. gerechnet wird, die nicht gefährdet werden sollen. Die Minen können wiederverwendet werden, indem sie nach Auslösung erneut mit Verbrauchsmaterial wie Tabletten zur Raucherzeugung bestückt werden. Geliefert werden die Minen als 2× Mine M8, 2× Zünder und 20 Sätze Verbrauchsmaterial zusammen in einer Holzkiste (17 kg). Da die M8-Minen nicht tödlich sind, fallen sie nicht unter die Ottawa-Konvention.

## Varianten
| Variante     | M8                                                                              | M8A1 |
| ------------ | ------------------------------------------------------------------------------- | --- |
| Beschreibung | Außenform wie M2A4                                                              | Außenform wie M2A4 |
| Werkstoff    | Stahl, geschweißt (bei M8A1 Abdeckstopfen aus Polystyrol in Geschosstubus)      | Stahl, geschweißt (bei M8A1 Abdeckstopfen aus Polystyrol in Geschosstubus)                                                                    |
| Farbe        | hellblauer Korpus, weiße Beschriftung, olivgrüner Zünder                        | hellblauer Korpus, weiße Beschriftung, olivgrüner Zünder                                                                                      |
| Beschriftung | MINE, ANTI-PERSONNEL, PRACTICE M8                                               | MINE ANTI-PERSONNEL PRACTICE M8A1 |
| Zünder       | M10, M10A1 Druck- und Zugzünder                                                 | M10A2 Druck- und Zugzünder |
| Auslösung    | 3,63–9,07 kg Druck auf Auslöser 1,36–4,54 kg Zug am Stolperdraht                | 3,63–9,07 kg Druck auf Auslöser 1,36–4,54 kg Zug am Stolperdraht                                                                              |
| Ladung       | hohles Geschoss aus Pappe (⌀ 60 mm × 127 mm) mit Signalladung aus Schwarzpulver | 3× Tabletten Raucherzeuger für gelben Rauch                                                                                                   |
| Effekt       | Geschoss wird ca. 2 Meter ausgestoßen und die Signalladung gezündet             | 4–5 Sekunden Verzögerung, dann wird der Polystyroldeckel ausgestoßen und die Rauchtabletten gezündet, es steigt gelber Rauch aus der Mine auf |